# Rafael Romo
Rafael Enrique Romo Pérez ou apenas Rafael Romo (Turén, 25 de fevereiro de 1990) é um futebolista venezuelano que atua como goleiro. Atualmente está no Universidad Católica.

## Seleção
Romo, alcunhado de San Romo, defendeu a Seleção Venezuelana de Futebol Sub-20, e suas belas defesas alçaram a Viñotinto a um histórico quarto lugar no Campeonato Sul-Americano de Futebol Sub-20 de 2009.